# Englischer Garten
L'Englischer Garten, ossia Giardino inglese, è un grande parco pubblico cittadino che si estende dal centro fino al confine nord-orientale della città di Monaco di Baviera in Germania.
Venne creato nel 1789 da Benjamin Thompson, noto anche come "conte di Rumford" (in tedesco Reichsgraf von Rumford) e riprogettato nel 1807 da Friedrich Ludwig Von Sckell secondo lo stile paesistico. Con la sua estensione complessiva di 3,7 km² l'Englischer Garten è uno dei più grandi parchi pubblici urbani del mondo, più vasto del celebre Central Park di New York ma meno ampio del Phoenix Park di Dublino, che è il più grande d'Europa. Il suo nome si riferisce allo stile con cui venne realizzato. La locuzione "giardino inglese" viene usata per intendere un tipo di giardino sviluppato nel XVII secolo che si basa sull'avvicendarsi apparentemente informale di elementi naturali ed artificiali che vanno a comporre il paesaggio del giardino stesso.

## Storia
Quando nel 1777 il principe elettore Massimiliano III morì senza eredi, la provincia finì nelle mani dell'Arciduca ed elettore del Palatinato Carlo Teodoro di Baviera. Teodoro, dopo aver tentato senza successo di scambiare con i Paesi Bassi questa eredità da lui non molto gradita, si dedicò a trasformare profondamente l'aspetto della città di Monaco. Tra le altre cose creò una galleria d'arte nel palazzo dell'Hofgarten e aprì al pubblico l'accesso sia alla galleria che al parco.
Nel febbraio del 1789 Teodoro decretò che si sarebbero dovuti allestire dei giardini militari in ogni città in cui fosse presente una guarnigione. Secondo le intenzioni i giardini sarebbero dovuti servire per fornire ai soldati delle buone conoscenze in campo agricolo e fungere da aree ricreative, ma al contempo sarebbero dovuti essere anche aperti al pubblico. Questa proposta venne da Benjamin Thompson, all'epoca ministro della guerra bavarese, originario del Massachusetts e più conosciuto con il suo titolo di conte di Rumford.
Fu deciso che il luogo adatto a costruire il giardino a Monaco era il Hirschangergebiet (in italiano, "Il recinto dei cervi"), che in seguito venne trasformata negli Schönfeldwiese nella parte sud-occidentale del parco. La realizzazione del progetto iniziò nel luglio del 1789.
Nell'agosto del 1789 Carlo Teodoro promulgò un decreto con cui stabiliva che l'area ad est dei giardini militari doveva essere trasformata nel primo giardino pubblico d'Europa. L'ampliamento fu realizzato dal giardiniere di corte Friedrich Ludwig von Sckell; il Conte di Rumsford agì come supervisore del progetto. Il parco fu inizialmente chiamato "Il parco di Teodoro", ma venne presto ribattezzato Englischer garten. Nella primavera del 1792, il parco fu ufficialmente aperto per i circa 40.000 cittadini della Monaco del tempo.
Thompson lasciò Monaco nel 1798 e il suo successore, il barone von Werneck, nel 1799 ampliò l'Englischer Garten aggiungendo l'Hirschau. I campi ricavati dai giardini militari furono aggiunti al parco nei primi anni dell'Ottocento.

## Monumenti ed attrazioni

### Hirschau
L'Englischer Garten è suddiviso in due parti distinte dalla trafficata strada Isarring. La parte meridionale è lunga circa 2 km, mentre la parte settentrionale, chiamata Hirschau, è lunga invece circa 3 km. L'Hirschau ha un aspetto del tutto opposto a quello della parte meridionale, che nelle giornate di sole si riempie di persone che si stendono nei prati o frequentano gli affollati biergarten, offrendo invece la tranquillità e la serenità che si può trovare in un bosco. Ai due capi dell'area si trovano comunque due biergarten, l'Aumeister e l'Hirschau.

### Wetterpilz
Nella parte settentrionale del Giardino si trovano 3 wetterpilz risalenti agli anni 1920, situati in posti particolarmente suggestivi.

### Kleinhesseloher See
Il Kleinhesseloher See ("lago di Kleinhesselohe" ) venne realizzato attorno al 1800 tra i quartieri di Schwabing e Kleinhesselohe, e ulteriormente ingrandito tra il 1807 e il 1812. Viene costantemente alimentato dal fiume artificiale Eisbach. Sugli 86.410 m² di superficie del lago si trovano tre isolette:
- Königininsel (2,720 m²)
- Kurfürsteninsel (1,260 m²)
- Regenteninsel (640 m²)

Sulla riva del lago i visitatori possono trovare la "Seehaus", un biergarten che dispone di 2.500 posti a sedere. Il lago e la Seehaus sono mete molto amate da chi intende svagarsi e rilassarsi; È possibile anche noleggiare dei pedalò con cui addentrarsi nel lago.

### Torre Cinese
Questa struttura di legno alta 25 metri, progettata dall'architetto militare Joseph Frey von Johann Baptist Lechner che prese a modello la Grande Pagoda dei Royal Botanic Gardens di Kew a Londra, fu costruita tra il 1789 e il 1790. La Pagoda, alta due volte la Chinesischer Turm, vorrebbe ricordare una delle pagode di porcellana che si trovavano nei giardini dell'imperatore della Cina.
La Chinesischer Turm nel 1944 fu distrutta durante i bombardamenti e fu ricostruita nel 1952 uguale all'originale.
Grazie ai suoi 7.000 posti a sedere, il biergarten della Chinesischer Turm è il secondo più grande della città.
Tale monumento appare molto spesso negli episodi della celebre serie televisiva dell'Ispettore Derrick.

#### I dintorni
All'inizio del XIX secolo vicino alla Chinesischer Turm fu costruita una giostra per i bambini, sostituita verso il 1912 da una copia più semplice e meno decorata. Ha subito un restauro tra il 1979 e il 1981.
A sud della torre si trovano gli "Ökonomiegebäude" (edifici economici), progettati alla fine del XIX secolo come installazione agricola modello. Attualmente gli Ökonomiegebäude sono occupati dagli uffici amministrativi dell'Englischer Garten.

### Il Monopteros
Il Monopteros è un tempietto neoclassico (in stile greco) a pianta circolare di 16 m di diametro, di tipo (come dice il nome) monoptero, che domina il Giardino Inglese di Monaco. Fu commissionato da Ludovico I Re di Baviera e progettato da Leo von Klenze nel 1831; la sua realizzazione, terminata nel 1836, comportò l'edificazione negli anni precedenti di una collina artificiale di 15 m con i materiali di scarto della Residenz ad opera di Carl August Sckell.

### Japanisches Teehaus
Per celebrare le Olimpiadi estive del 1972 (che si tennero a Monaco), su un'isoletta situata nella parte meridionale del parco furono costruiti una sala da tè ed un giardino in stile giapponese. Tuttora qui si tiene regolarmente una cerimonia tradizionale giapponese per la consumazione del tè

### Gli Schönfeldwiese; Nudismo
Tra il Monopteros e la Japanisches Teehaus si estendono gli Schönfeldwiese (in italiano, "Il prato dei Schönfeld"). In questa parte del parco a partire dagli anni sessanta è permessa la pratica del nudismo, gradita a molti tedeschi. All'epoca questa scelta fece molto scalpore e rese l'Englischer Garten molto noto anche fuori da Monaco.
L'Eisbach
l’Eisbach (ruscello di ghiaccio) è un piccolo ruscello artificiale di Monaco dove si pratica anche il surf.

## Galleria d'immagini

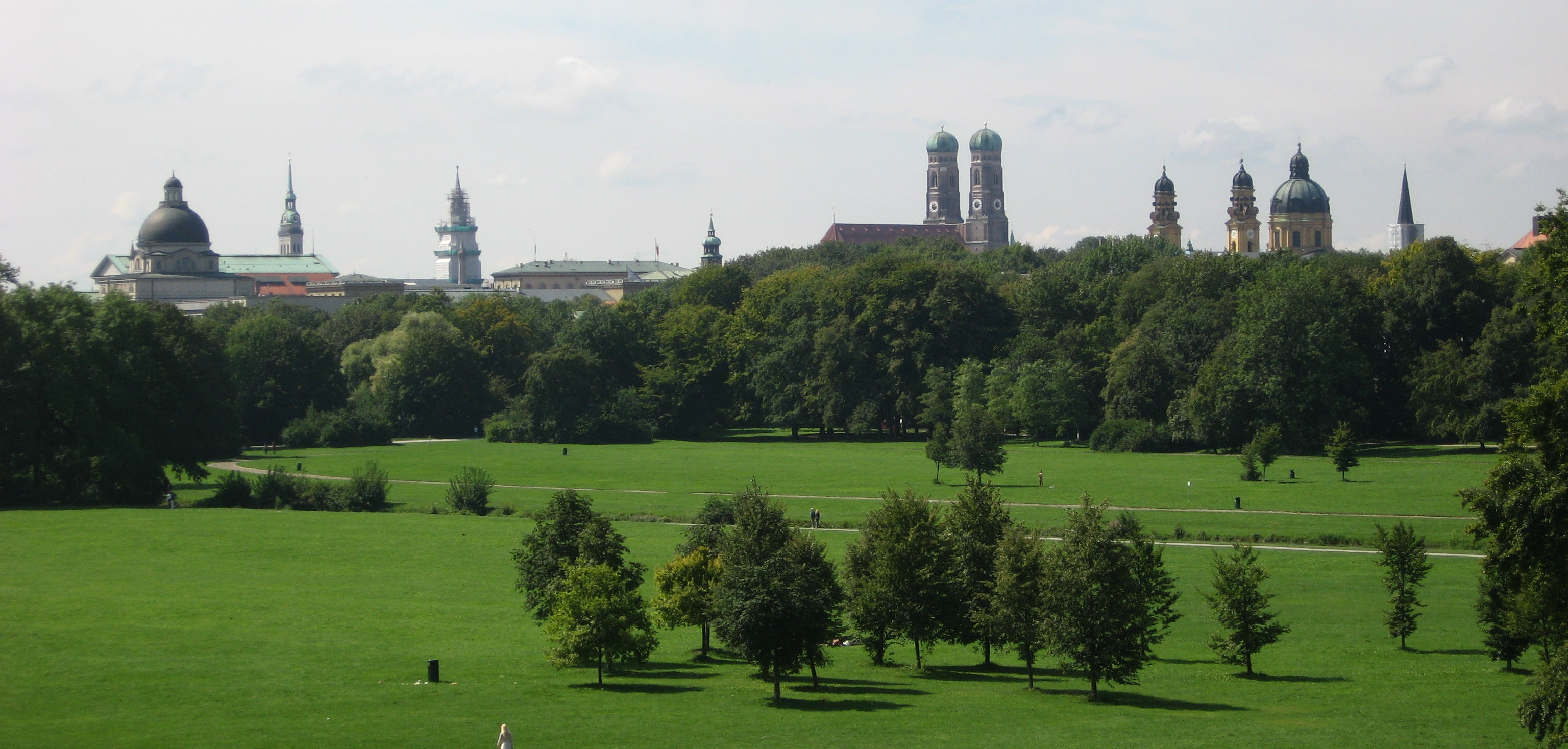
Vista della parte meridionale del parco dal Monopteros
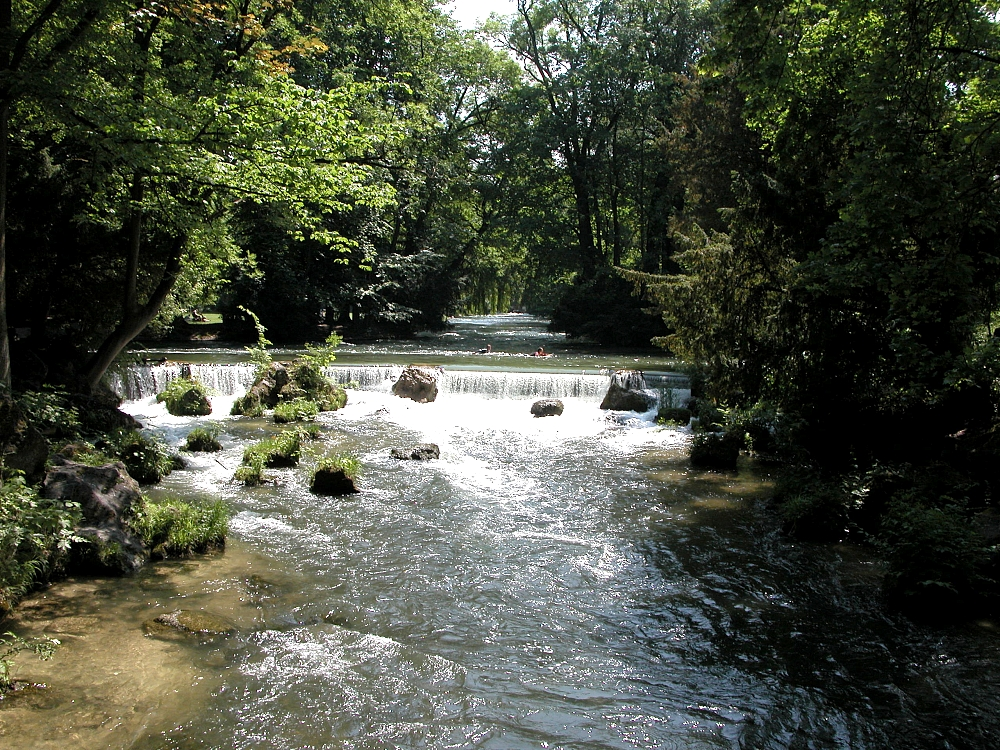
L'Eisbach all'Englischer Garten
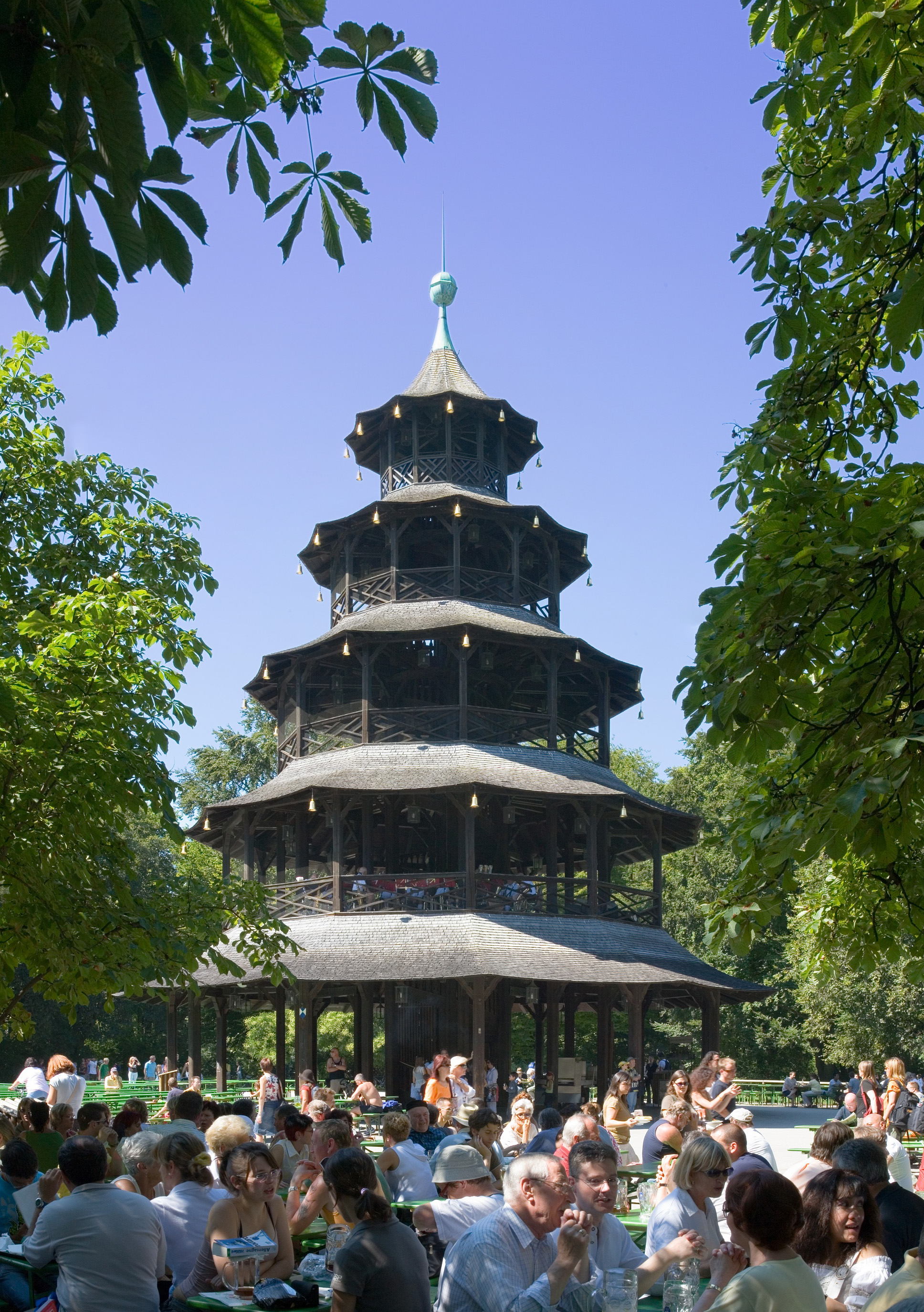
La Chinesischer Turm
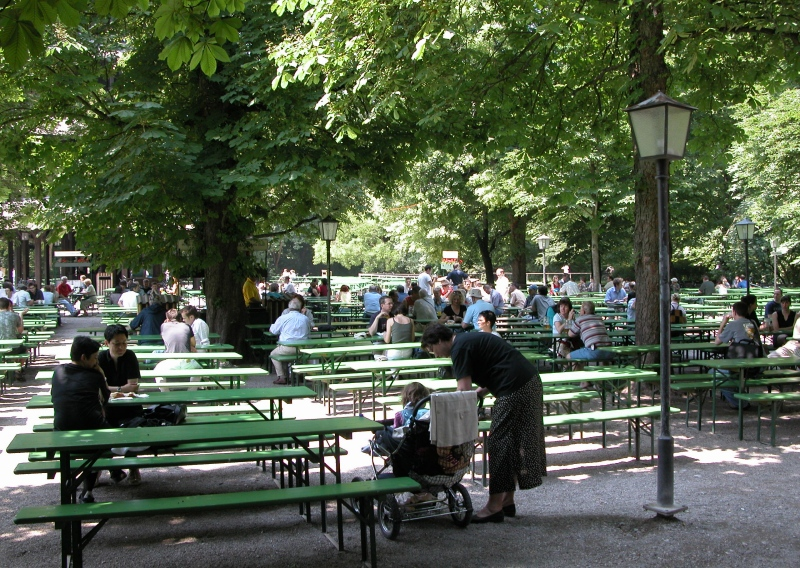
Uno dei biergarten del parco
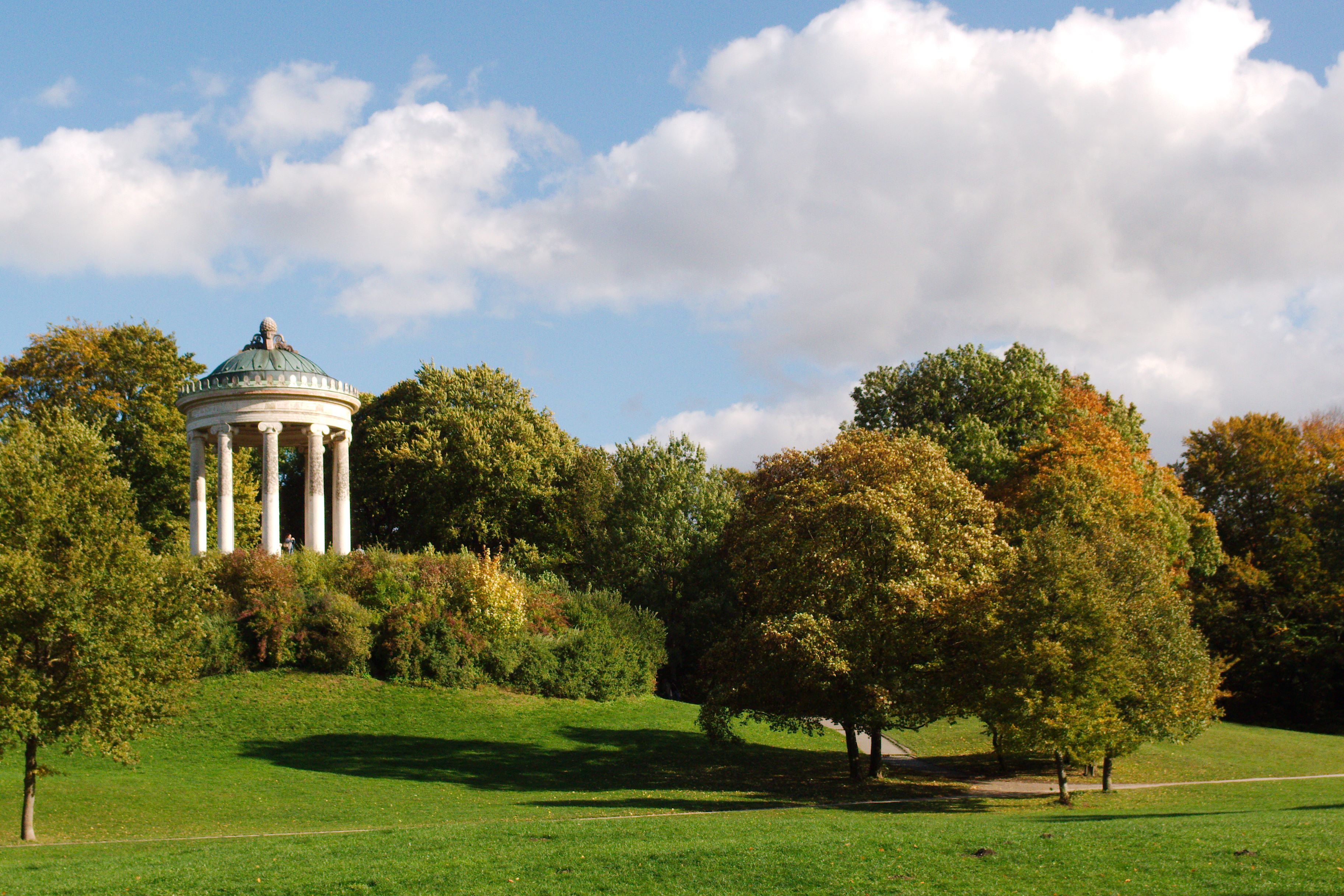
Il Monopteros